# 명인전 (일본)
명인전(일본어: 名人戦)은 일본의 바둑 기전으로 상금 규모로는 기성전 다음으로 큰 기전이다.

## 역사
요미우리 신문사가 1961년에 명인전을 창설하기로 하고 대회를 시작해서 당대 고수 13명의 풀리그를 통해 1962년 첫 명인이 탄생했다. 1975년 14회 대회까지 진행되다가, 일본장기인 쇼기 명인전을 주최하던 아사히 신문이 요미우리 신문으로부터 바둑 명인전 주최권을 사들여서 1976년부터 아시히 신문으로 주최사를 이관하여 이 대회를 주최하고 있다. 요미우리 신문은 기성전을 창설해서 현재까지 대회를 주최하고 있다. 1962년부터 1975년까지의 명인전을 구명인전이라고도 한다.

## 대회 개요
- 주최 : 요미우리 신문(1961년-1975년), 아사히 신문(1976년-현재)
- 기전 규모 : 일본 랭킹2위 기전
- 우승 상금 : 3,000만엔
- 제한 시간 : 본선 각자 5시간, 도전기 각자 8시간
- 덤 : 6집반
- 진행 방식 : 본선 진출자 9명이 풀 리그로 도전자를 결정하고, 도전기는 이틀 바둑으로 진행되며 7번기
- 시드 : 본선 리그 6위까지
- 대회 5연패나 10회 우승에 성공한 기사는 은퇴하거나 만60세가 지나면 '명예 명인'의 자격이 주어진다.
- 대회 10연패에 성공한 기사는 곧바로 '명예 명인'의 자격이 주어진다.
- 현 명예 명인:조치훈, 고바야시 고이치

## 역대 우승자

### 구 명인전
| 회수 | 연도 | 우승                    | 전적  | 준우승                          |
| ---- | ---- | ----------------------- | ----- | ------------------------------- |
| 1기  | 1962 | 후지사와 슈코(藤沢秀行) |       | 13명 풀리그전에서 9승3패로 우승 |
| 2기  | 1963 | 사카타 에이오(坂田榮男) | 4 - 3 | 후지사와 슈코(藤沢秀行)         |
| 3기  | 1964 | 사카타 에이오(坂田榮男) | 4 - 1 | 후지사와 슈코(藤沢秀行)         |
| 4기  | 1965 | 린하이펑(林海峰)        | 4 - 2 | 사카타 에이오(坂田榮男)         |
| 5    | 1966 | 린하이펑(林海峰)        | 4 - 1 | 사카타 에이오(坂田榮男)         |
| 6    | 1967 | 린하이펑(林海峰)        | 4 - 1 | 사카타 에이오(坂田榮男)         |
| 7    | 1968 | 다카가와 가쿠(高川格)   | 4 - 1 | 린하이펑(林海峰)                |
| 8    | 1969 | 린하이펑(林海峰)        | 4 - 2 | 다카가와 가쿠(高川格)           |
| 9    | 1970 | 후지사와 슈코(藤沢秀行) | 4 - 2 | 린하이펑(林海峰)                |
| 10   | 1971 | 린하이펑(林海峰)        | 4 - 2 | 후지사와 슈코(藤沢秀行)         |
| 11   | 1972 | 린하이펑(林海峰)        | 4 - 2 | 후지사와 슈코(藤沢秀行)         |
| 12   | 1973 | 린하이펑(林海峰)        | 4 - 3 | 이시다 요시오(石田芳夫)         |
| 13   | 1974 | 이시다 요시오(石田芳夫) | 4 - 3 | 린하이펑(林海峰)                |
| 14   | 1975 | 오타케 히데오(大竹英雄) | 4 - 3 | 이시다 요시오(石田芳夫)         |

### 현 명인전
| 회수 | 연도 | 우승                      | 전적      | 준우승                    |
| ---- | ---- | ------------------------- | --------- | ------------------------- |
| 1    | 1976 | 오타케 히데오(大竹英雄)   | 4 - 1     | 이시다 요시오(石田芳夫)   |
| 2    | 1977 | 린하이펑(林海峰)          | 4 - 0     | 오타케 히데오(大竹英雄)   |
| 3    | 1978 | 오타케 히데오(大竹英雄)   | 4 - 2     | 린하이펑(林海峰)          |
| 4    | 1979 | 오타케 히데오(大竹英雄)   | 4 - 1     | 사카타 에이오(坂田栄男)   |
| 5    | 1980 | 조치훈                    | 4 - 1 - 1 | 오타케 히데오(大竹英雄)   |
| 6    | 1981 | 조치훈                    | 4 - 0     | 가토 마사오(加藤正夫)     |
| 7    | 1982 | 조치훈                    | 4 - 1     | 오타케 히데오(大竹英雄)   |
| 8    | 1983 | 조치훈                    | 4 - 1     | 오타케 히데오(大竹英雄)   |
| 9    | 1984 | 조치훈                    | 4 - 3     | 오타케 히데오(大竹英雄)   |
| 10   | 1985 | 고바야시 고이치(小林光一) | 4 - 3     | 조치훈                    |
| 11   | 1986 | 가토 마사오(加藤正夫)     | 4 - 0     | 고바야시 고이치(小林光一) |
| 12   | 1987 | 가토 마사오(加藤正夫)     | 4 - 0     | 린하이펑(林海峰)          |
| 13   | 1988 | 고바야시 고이치(小林光一) | 4 - 1     | 가토 마사오(加藤正夫)     |
| 14   | 1989 | 고바야시 고이치(小林光一) | 4 - 1     | 아와지 슈조(淡路修三)     |
| 15   | 1990 | 고바야시 고이치(小林光一) | 4 - 2     | 오타케 히데오(大竹英雄)   |
| 16   | 1991 | 고바야시 고이치(小林光一) | 4 - 1     | 린하이펑(林海峰)          |
| 17   | 1992 | 고바야시 고이치(小林光一) | 4 - 3     | 오타케 히데오(大竹英雄)   |
| 18   | 1993 | 고바야시 고이치(小林光一) | 4 - 1     | 오타케 히데오(大竹英雄)   |
| 19   | 1994 | 고바야시 고이치(小林光一) | 4 - 0     | 린하이펑(林海峰)          |
| 20   | 1995 | 다케미야 마사키(武宮正樹) | 4 - 1     | 고바야시 고이치(小林光一) |
| 21   | 1996 | 조치훈                    | 4 - 2     | 다케미야 마사키(武宮正樹) |
| 22   | 1997 | 조치훈                    | 4 - 2     | 고바야시 고이치(小林光一) |
| 23   | 1998 | 조치훈                    | 4 - 1 - 2 | 왕리청(王立誠)            |
| 24   | 1999 | 조치훈                    | 4 - 1     | 요다 노리모토(依田紀基)   |
| 25   | 2000 | 요다 노리모토(依田紀基)   | 4 - 0     | 조치훈                    |
| 26   | 2001 | 요다 노리모토(依田紀基)   | 4 - 1     | 린하이펑(林海峰)          |
| 27   | 2002 | 요다 노리모토(依田紀基)   | 4 - 1     | 조치훈                    |
| 28   | 2003 | 요다 노리모토(依田紀基)   | 4 - 1     | 야마시타 케이고(山下敬吾) |
| 29   | 2004 | 장쉬(張栩)                | 4 - 2     | 요다 노리모토(依田紀基)   |
| 30   | 2005 | 장쉬(張栩)                | 4 - 3     | 고바야시 사토루(小林覚)   |
| 31   | 2006 | 다카오 신지(高尾紳路)     | 4 - 2     | 장쉬(張栩)                |
| 32   | 2007 | 장쉬(張栩)                | 4 - 3     | 다카오 신지(高尾紳路)     |
| 33   | 2008 | 장쉬(張栩)                | 4 - 3     | 이야마 유타(井山裕太)     |
| 34   | 2009 | 이야마 유타(井山裕太)     | 4 - 1     | 장쉬(張栩)                |
| 35   | 2010 | 이야마 유타(井山裕太)     | 4 - 0     | 다카오 신지(高尾紳路)     |
| 36   | 2011 | 야마시타 케이고(山下敬吾) | 4 - 2     | 이야마 유타(井山裕太)     |
| 37   | 2012 | 야마시타 케이고(山下敬吾) | 4 - 3     | 하네 나오키(羽根直樹)     |
| 38   | 2013 | 이야마 유타(井山裕太)     | 4 - 1     | 야마시타 케이고(山下敬吾) |
| 39   | 2014 | 이야마 유타(井山裕太)     | 4 - 2     | 고노 린(河野 臨)          |
| 40   | 2015 | 이야마 유타(井山裕太)     | 4 - 0     | 다카오 신지(高尾紳路)     |
| 41   | 2016 | 다카오 신지(高尾紳路)     | 4 - 3     | 이야마 유타(井山裕太)     |
| 42   | 2017 | 이야마 유타(井山裕太)     | 4 - 1     | 다카오 신지(高尾紳路)     |
| 43   | 2018 | 장쉬(張栩)                | 4 - 3     | 이야마 유타(井山裕太)     |
| 44   | 2019 | 시바노 도라마루(芝野虎丸) | 4 - 1     | 장쉬(張栩)                |
| 45   | 2020 | 이야마 유타(井山裕太)     | 4 - 1     | 시바노 도라마루(芝野虎丸) |
| 46   | 2021 | 이야마 유타(井山裕太)     | 4 - 3     | 이치리키 료(一力 遼)      |
| 47   | 2022 | 시바노 도라마루(芝野虎丸) | 4 - 3     | 이야마 유타(井山裕太)     |
| 48   | 2023 | 시바노 도라마루(芝野虎丸) | 4 - 2     | 이야마 유타(井山裕太)     |
| 49   | 2024 | 이치리키 료(一力 遼)      | 4 - 2     | 시바노 도라마루(芝野虎丸) |